# Peirol
Peirol (fl....1188-1222...) fou un trobador occità. Se'n conserven trenta-dues composicions, moltes d'elles (disset) amb la música també conservada.

## Vida
Segons la vida que s'ha conservat, Peirol era un pobre cavaller d'Alvernha, d'un castell que es deia Peirol a la contrada del Dalfí, al peu de Rocafort. Aquest castell, avui en dia desaparegut, podria ser a l'actual Prondines, que està a prop de Ròchafòrt (Puèi Domat) i a la regió de l'Alvèrnia. La vida continua explicant que el Dalfí l'acollí a la seva cort i Peirol s'enamorà de la seva germana Salh de Claustra (literalment "surt del claustre"), esposa de Beraut II de Mercuer. Com que aquest amor anà massa enllà, el Dalfí allunyà Peirol de la cort de manera que es veié obligat a exercir de joglar, ja que no es podia mantenir com a cavaller.
A part del que expliqui la vida, sí que sembla cert que Peirol exercí de joglar, ja que és mencionat com a joglar en una tornada d'una cançó d'Alegret. Peirol també surt satiritzat en la galeria del Monjo de Montaudon com a pobre que ha portat el mateix vestit durant trenta anys i criticant el seu cant.
La majoria de peces que s'han conservat de Peirol són cançons (setze de les quals amb música). També dues cançons sobre les Croades a Terra Santa (366,28 i 366,29, aquesta darrera amb música) i diverses peces dialogades amb altres trobadors: Bernart de Ventadorn, Blacas d'Aulp, Gaucelm Faidit i també Dalfí d'Alvenha.
La música de Peirol ha estat enregistrada per diversos grups especialitzats en música medieval com el Clemencic Consort.

## Obra

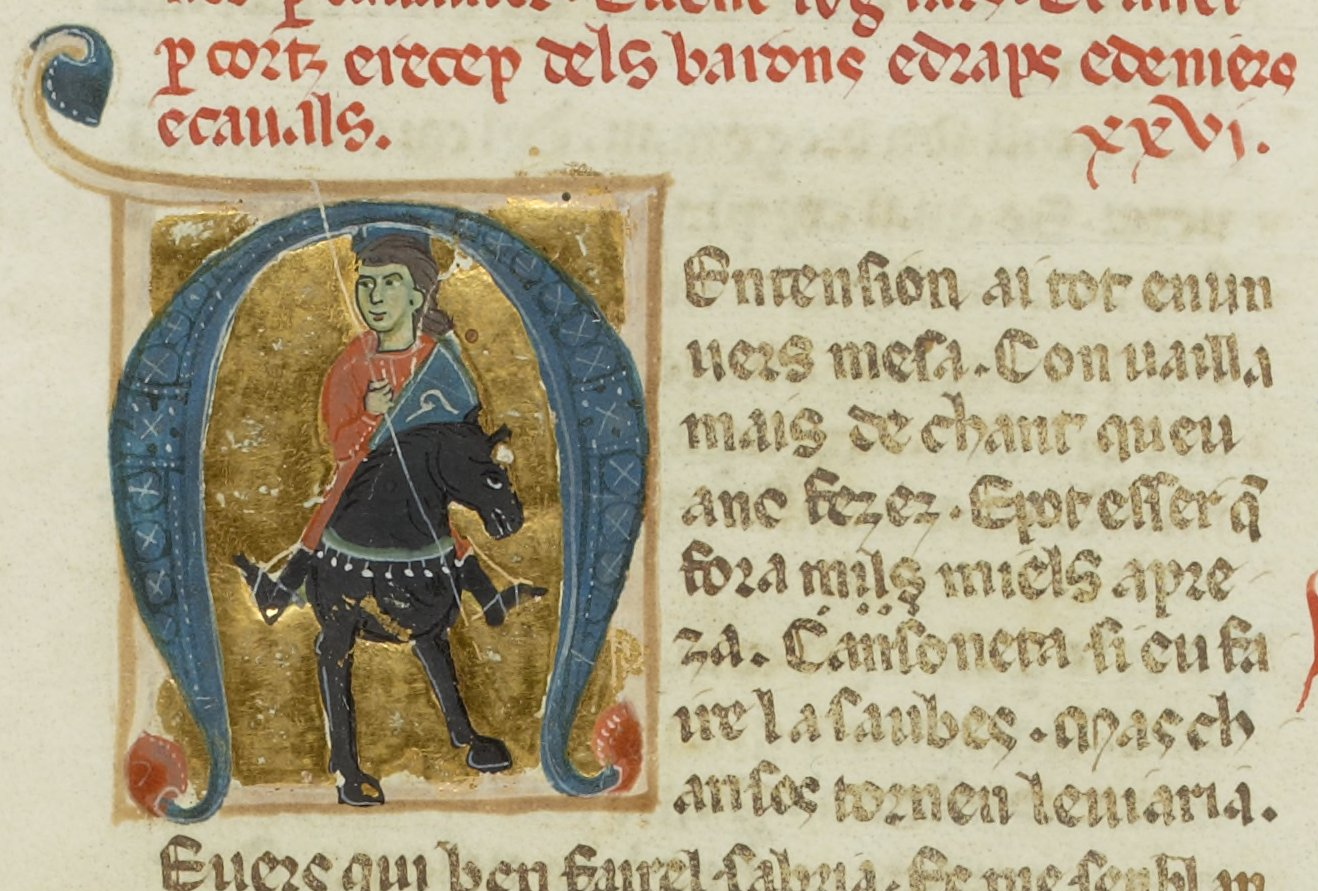
BnF ms. 854 fol. 56v; cançoner I

- (366,1)[1] Ab gran joi mou maintas vetz e comenssa (cançó)
- (366,2) Atressi co·l signes fai (cançó) (amb música conservada al cançoner R)
- (366,3) Ben dei chantar puois amors m'o enseigna (cançó) (amb música conservada al cançoner G)
- (366,4) Be·m cujava que no chantes oguan (cançó)
- (366,5) Ren (Ben) no val hom joves que no·s perjura (sirventès)
- (366,6) Camjat ai (m'a) mon consirier (cançó) (amb música conservada al cançoner G)
- (366,7) Car m'era de Joi lunhatz (cançó)
- (366,8) Cora qu'amors vuelha (cançó)
- (366,9) Coras que·m fezes doler (cançó) (amb música conservada als cançoners G i R)
- (366,10) Dalfi, sabriatz me vos (partiment amb el Dalfí d'Alvernha)
- (366,11) D'eissa la razon qu'ieu suoill (cançó) (amb música conservada al cançoner G)
- (366,12) Del sieu tort farai esmenda (cançó) (amb música conservada als cançoners G i X)
- (366,13) D'un bon vers vau pensan com lo fezes (cançó) (amb música conservada al cançoner G)
- (366,14) D'un sonet vau pensan (cançó) (amb música conservada al cançoner G)
- (366,15) En joi que·m demora (cançó) (amb música conservada al cançoner G)
- (366,16) Eu non lausarai ja mon chan (cançó)
- (366,17) Gaucelm, diguatz m'al vostre sen (partiment amb Gaucelm Faidit)
- (366,18) La gran alegransa (cançó)
- (366,19) Mainta gens mi malrazona (cançó) (amb música conservada al cançoner R)
- (366,20) M'entencion ai tot' en un vers mesa (cançó) (amb música conservada al cançoner R)
- (366,21) Mout m'entremis de chantar voluntiers (cançó) (amb música conservada al cançoner G)
- (366,22) Nuills hom no s'auci tan gen (cançó) (amb música conservada al cançoner G)
- (366,23 = 70,32) Peirol, com avetz tan estat (tensó amb Bernart de Ventadorn)
- (366,25 = 97,8) Peirol, pois vengutz es vas nos (intercanvi de coblas amb Blacatz)
- (366,26) Per dan que d'amor mi veigna (cançó) (amb música conservada al cançoner G)
- (366,27) Pos de mon joi vertadier (cançó)
- (366,27a) Pos entremes me suy de far chansos (cançó)
- (366,28) Pus flum Jordan ai vist e·l monimen (sirventès)
- (366,29) Quant Amors trobet partit (tensó fictícia amb l'Amor, amb elements de cançó de croada[2]) (amb música conservada al cançoner G)
- (366,30) Senher, qual penriaz vos (partiment amb un interlocutor desconegut, a qui s'adreça amb "Senher")
- (366,31) Si be·m sui loing et entre gent estraigna (cançó) (amb música conservada al cançoner G)
- (366,33) Tot mon engeing e mon saber (cançó) (amb música conservada al cançoner G)
- (366,34) Tuig miei cossir son d'amor e de chan ... / Totz temps mi pac de solatz e de chan (cançó)

### Edicions
- S. C. Aston, Peirol, Troubadour of Auvergne, Cambridge, 1953
- Margaret Louise Switten, Text and Melody in Peirol's Cansos, in: PMLA, 76, No. 4. (Setembre 1961), pàg. 320–325

### Repertoris
- Alfred Pillet / Henry Carstens, Bibliographie der Troubadours von Dr. Alfred Pillet […] ergänzt, weitergeführt und herausgegeben von Dr. Henry Carstens. Halle : Niemeyer, 1933 [Peirol és el número PC 366]
- Guido Favati (editor), Le biografie trovadoriche, testi provenzali dei secc. XIII e XIV, Bologna, Palmaverde, 1961, pàg. 292
- Martí de Riquer, Vidas y retratos de trovadores. Textos y miniaturas del siglo XIII, Barcelona, Círculo de Lectores, 1995 p. 160-163 [Reproducció de la vida, amb traducció a l'espanyol, i miniatures dels cançoners A, I i K]